# Sulfurotransferasa
Las sulfotransferasas son enzimas transferasas que transfieren un grupo que contiene azufre desde una molécula donante, a un aceptor nucleofílico. Forman una base común de actividades catalíticas comprendida dentro de la clase enzimática EC 2.8.1.. Las sulfurotransferasas se encuentran ampliamente distribuidas en el reino archaea, eubacteria y eukaryota. En las plantas aparecen en varios compartimientos de las células, en el citoplasma, mitocondrias, plástidos y probablemente en los peroxisomas.

## Estructura
Las sulfurotransferasas se encuentran codificadas en la mayoría de los organismos por la misma familia de genes. Una característica distintiva es el dominio rodanasa, consistente en una repetición en tándem. El dominio C-terminal contiene a la L-cisteína del sitio activo. Hay sulfurotransferasas que contienen uno y dos dominios rodanasa, y sulfurotransferasas que poseen un dominio rodanasa inactivo. Las sulfurotransferasas de doble dominio consisten en dos dominios globulares unidos por un pequeño aminoácido que actúa como puente conectándolos.

## Reacción catalizada
La enzima mejor caracterizada de esta familia es la rodanasa hepática. Los sustratos de la rodanasa hepática son tiosulfato y cianuro. Los productos son tiocianato y sulfito. El azufre es transferido in vivo desde el tiosulfato hacia el cianuro. El cianuro se oxida a tiocianato y el tiosulfato a sulfito.
La reacción ocurre en dos etapas. En la primera etapa, se forma un persulfuro por la trasnferencia de un átomo de azufre desde el tiosulfato donador al sitio activo de la rodanasa (el residuo de cisteína Cys-247). En la siguiente etapa se degrada este persulfuro, mientras que el átomo de azufre se transfiere al cianuro.
La transferencia del átomo de azufre es catalizada por la cisteína Cys-243 en el sitio de unión al sustrato, y al parecer se encuentran también involucrados los residuos arginina-186 y lisina-249.

## Función
No se conoce la función exacta de las sulfurotransferasas, pero se han descrito un número de posibles funciones: detoxificación del cianuro, donde se forma un producto sustancialmente menos tóxico, el tiociantato. Detoxificación de radicales de oxígeno libre por medio de la tioredoxin reductasa. Otras funciones incluyen la asimilación de sulfato, y la provisión de azufre reducido para la biosíntesis, por ejemplo para la producción de proteínas de hierro-azufre. También se ha propuesto su utilización en la formación de nuevos órganos de las plantas, asistiendo a la movilización y transporte de azufre reducido. También se considera un posible rol en la defensa contra algunos patógenos.

## Clasificación
Las sulfotransferasas (EC 2.8.1.-) forman ocho subgrupos:
- Tiosulfato sulfurotransferasas (EC 2.8.1.1)
- 3-Mercaptopiruvato sulfurotransferasas (EC 2.8.1.2)
- Tiosulfato-tiol sulfurotransferasas (EC 2.8.1.3)
- ARNt sulfurotransferasas (EC 2.8.1.4)
- Tiosulfato-ditiol sulfurotransferasas (EC 2.8.1.5)
- Biotina sintasas (EC 2.8.1.6)
- Cisteína desulfurasas (EC 2.8.1.7)
- Lipoil sintasas (EC 2.8.1.8)